# Байсланташ
Байсланташ (рос. Байсланташ) — печера в Башкортостані, Росія. Печера горизонтального типу простягання. Загальна протяжність — 330 м. Глибина печери становить 30 м. Категорія складності проходження ходів печери — 1. Печера належить до Кутукського підрайону Бельсько-Нугуського району Південної області Західноуральської спелеологічної провінції.